# Vinícius Eutrópio
Vinícius Soares Eutrópio (Mutum, 27 de junho de 1966) é um treinador e ex-futebolista brasileiro que atuava como volante. Atualmente está sem clube, após deixar a Seleção de Brunei.

## Carreira como jogador
Vinícius Eutrópio foi um volante de personalidade e muito habilidoso que jogou pelo Figueirense nos anos de 1996 à 1998. Fez história como um dos mais aguerridos volantes do Furacão.
Em 1996, Vinícius foi um dos principais destaques do time do Figueirense campeão da Copa Santa Catarina. Foi jogador de futebol durante 16 anos. Encerrou a carreira de atleta quando era capitão do Naútico, aos 33 anos. Logo em seguida, foi convidado a trabalhar como auxiliar do então técnico Arthur Neto na equipe pernambucana, e não parou mais por aí na sua nova função.

## Carreira como treinador

### Ituano e Fluminense
Começou no Ituano, saindo para fazer parte da comissão técnica de Carlos Alberto Parreira pelo Fluminense, após bons resultados pelo antigo clube. Chegou a ser efetivado como treinador do Tricolor das Laranjeiras logo após a demissão de Parreira, mas não conseguiu ir bem e foi dispensado alguns jogos depois.

### Grêmio Prudente
Voltou a trabalhar apenas em 2010, assumindo o Grêmio Prudente, que chegou em 3º lugar no Campeonato Paulista. Acabou sendo demitido no dia 7 de março, após um empate contra o Oeste, pela 13ª rodada do Paulistão. Eutrópio também participou da Copa do Mundo realizada na África do Sul, mas como auxiliar da Seleção Sul-Africana, então comandada pelo técnico Carlos Alberto Parreira.

### Estoril
Depois de assumir o Estoril no dia 14 de julho de 2010, Eutrópio ficou 16 meses como treinador principal do clube português, sendo 5º colocado na Taça da Liga de 2010–11. Campeão da Liga Centenária na temporada 2010–11, iniciou a campanha do título da Liga Oragina de 2011–12.

### Retorno ao Grêmio Barueri
Acertou seu retorno ao Barueri em abril de 2012. No time paulista fez uma campanha ruim, com um empate e três derrotas. Num momento de dificuldade e na lanterna da Série B, o Grêmio Barueri acabou demitindo Eutrópio em junho, acertando em seguida com Mauro Fernandes.

### Duque de Caxias
Em agosto de 2012, Eutrópio assumiu o Duque de Caxias, e levou a equipe às quartas-de-final do Campeonato Brasileiro da Série C e em seguida o América Mineiro.
No início de 2013, teve uma passagem "relâmpago" pelo ASA, comandando a equipe em apenas cinco jogos e sendo demitido em abril.

### Figueirense
Ainda em 2013, assumiu o comando do Figueirense no dia 19 de agosto, clube pelo qual atuou como jogador. Eutrópio fez um bom trabalho na equipe, conquistando o acesso à elite do futebol.
Em 2014 sangrou-se campeão catarinense e escolhido o melhor treinador do estado de Santa Catarina. No entanto, foi demitido do Figueira no dia 30 de abril, sem motivo aparente.

### Chapecoense
Em 2015 foi contratado pela Chapecoense. Foi demitido da equipe em 14 de setembro após  uma sequência de seis jogos sem vencer no Campeonato Brasileiro. Comandou a equipe por 49 jogos. No período de nove meses, ele acumulou 21 vitórias, 12 empates e 16 derrotas. Portanto, aproveitamento de 51%.

### Ponte Preta
Em dezembro de 2015 foi contratado pela Ponte Preta para comandar a equipe no Paulistão 2016, mas foi demitido após quatro jogos sem vitória.

### Figueirense (segunda passagem)
Acertou seu retorno ao Figueirense no dia 19 de fevereiro de 2016, assinando até o restante da temporada. Porém, após uma sequência de maus resultados, foi demitido do clube no dia 11 de julho.

### Santa Cruz
No dia 14 de dezembro de 2016, acertou com o Santa Cruz para comandar o Tricolor na temporada 2017. No entanto, após três vitórias e três derrotas na Série B, foi demitido em 10 de junho. Ao todo foram 32 jogos, com 16 vitórias, sete empates e nove derrotas.

### Bolívar
Em janeiro de 2018 foi contratado pelo Bolívar, assumindo a equipe na disputa da Libertadores.

### Figueirense (terceira passagem)
Teve a sua contratação anunciada pelo Figueirense em julho de 2019, chegando para substituir Hemerson Maria. No entanto, após uma campanha ruim na Série B, sem nenhuma vitória em oito jogos, o treinador deixou o clube em setembro.

## Títulos

### Como jogador
Criciúma
- Campeonato Catarinense: 1989

Figueirense
- Supercampeonato Catarinense: 1996
- Copa Santa Catarina: 1996

### Como treinador
Figueirense
- Campeonato Catarinense: 2014

Santa Cruz
- Taça Asa Branca: 2017

Joinville
- Copa Santa Catarina: 2020
- Recopa Catarinense: 2021

### Prêmios individuais
- Troféu Top da Bola - Melhor Treinador do Campeonato Catarinense: 2014